# Tensas megye
Tensas megye az Amerikai Egyesült Államokban, azon belül Louisiana államban található. Megyeszékhelye St. Joseph, legnagyobb városa Newellton. Lakosainak száma 4147 fő (2020. április 1.). Tensas megye Madison, Warren, Claiborne, Jefferson, Adams, Concordia, Catahoula és Franklin megyékkel határos.

## Népesség
A megye népességének változása:
| Lakosok száma | 5234 | 5099 | 4972 | 4908 | 4740 | 4147 |
|               | 2010 | 2011 | 2012 | 2013 | 2015 | 2020 |